# Destination (Eloy)
Dastination è il quindicesimo album della progressive rock band Eloy pubblicato nel 1992.
È stato il secondo album registrato con la nuova formazione del gruppo, Frank Bornemann e Michael Gerlach.

## Tracce
1. Call of the Wild – 7:01
2. Racing Shadows – 7:12
3. Destination – 7:41
4. Prisoner in Mind – 4:27
5. Silent Revolution – 7:55
6. Fire and Ice – 5:11
7. Eclipse of Mankind – 6:29
8. Jeanne d'Arc – 7:37

## Componenti
- Frank Bornemann — voce, chitarra
- Michael Gerlach — tastiere

### Ospiti
- Nico Baretta
- Klaus-Peter Matziol
- Detlev Goy
- Helge Engelke
- Kai Steffen
- Lenny McDowell